# Навігаційний знак

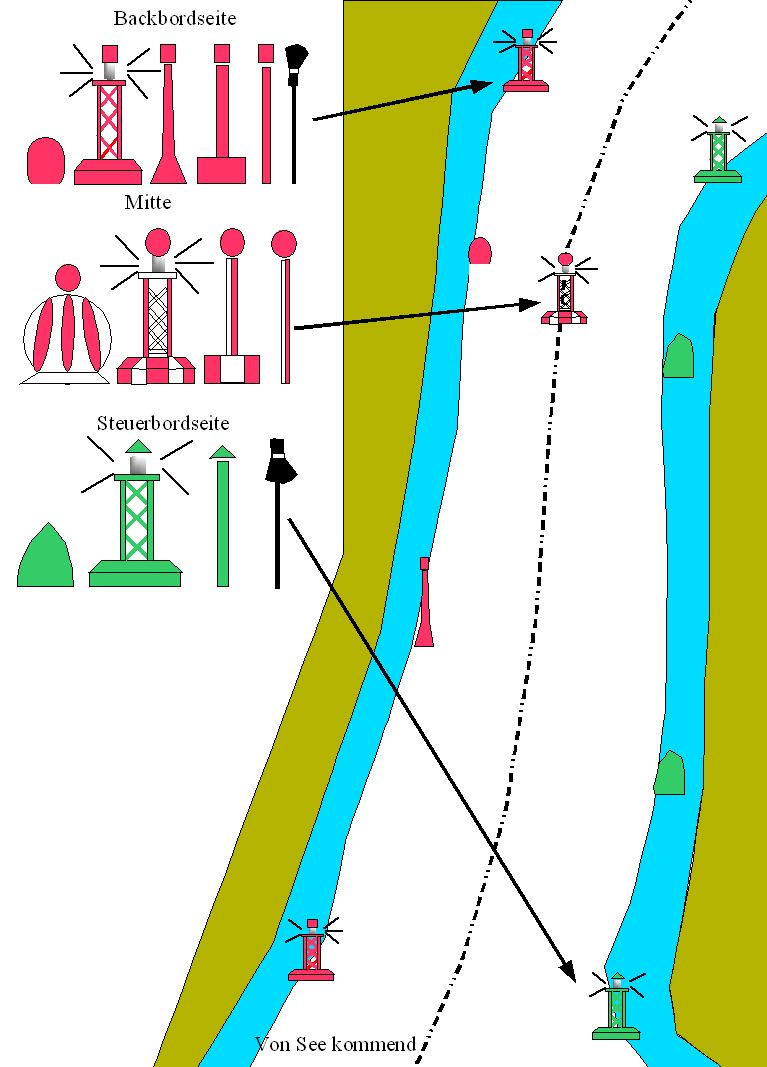
Плавучі і берегові знаки

Навігаційний знак — технічний засіб забезпечення безпеки судноплавства, знак обумовленої форми, що встановлюється на водних шляхах. Навігаційні знаки огороджують фарватери, вказують на місцерозташування небезпек, регулюють черговість пропуску суден через шлюзи, позначають глибину і ширину суднового ходу, місця прокладених кабелів і трубопроводів, повітряних кабелів. Залежно від способу розташування навігаційні знаки можуть бути плавучі і берегові. За зоною застосування розрізняють знаки морської навігації і знаки внутрішнього судноплавства. У морській навігації використовуються знаки системи Міжнародної асоціації маякових служб (МАМС), на внутрішніх водних шляхах діють різноманітні національні системи.

## Види навігаційних знаків

### Плавучі знаки

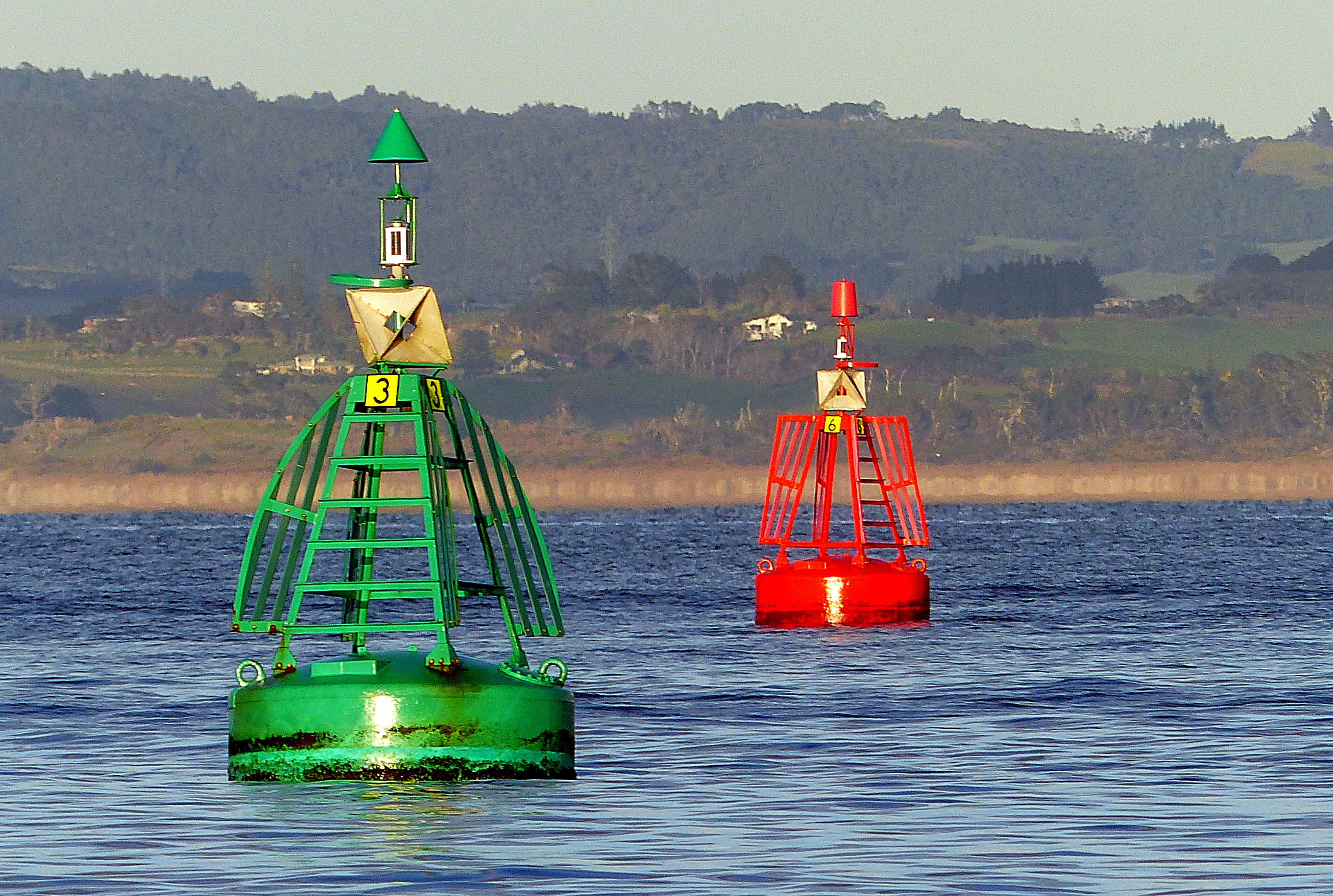
Латеральні знаки для позначення правої і лівої сторін фарватеру

До плавучих навігаційних знаків належать буї, бакени та віхи.

#### Знаки латеральної системи
У латеральній системі плавучі знаки позначають сторони чи вісь суднового ходу. МАМС для всього світу прийняті два типи латеральної системи, які розрізняються протилежним колірним кодуванням. Історично існувало до 30 різноманітних знакових систем, перш ніж вони були зведені до одного стандарту. У 1980 р. на конференції МАМС були ухвалені правила нової комбінованої системи, що інтегрувала попередні дві системи (A і B) в одну, з двома регіонами застосування (A і B). Знаки правої сторони мають конусоподібну форму (або топову фігуру у вигляді конуса), знаки лівої сторони — циліндричну (або топову фігуру у вигляді циліндра). У регіоні A знаки правої сторони мають зелене забарвлення, знаки лівої — червоне, а в регіоні B — навпаки.
У деяких місцевостях використовуються примітивні латеральні знаки, що складаються з віхи з прив'язаним до нього віником з голого пруття (нім. Pricke, рос. голик). На відміну від інших латеральних знаків, вони зазвичай встановлюються тільки на одній стороні фарватеру. Топова фігура правого знака має вигляд віника зі зв'язаними зверху прутами, лівого — віника зі зв'язаними внизу прутами.

#### Знаки кардинальної системи

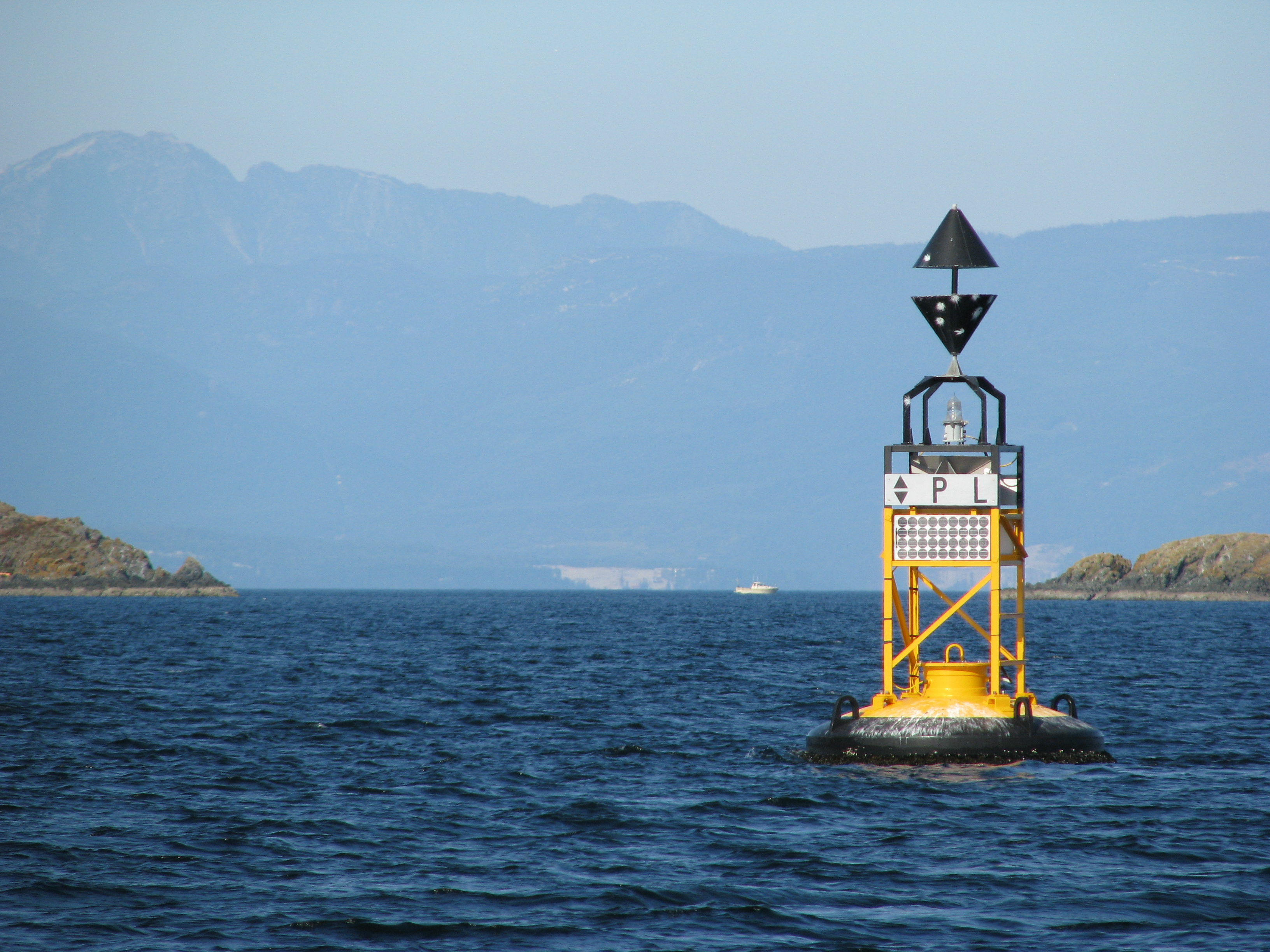
Кардинальний східний знак

Кардинальні знаки системи МАМС обгороджують навігаційну небезпеку відносно сторін світу і позначають сторону, з якої небезпеку слід обходити (відносно самого знака). Значення знаків залишається незмінним незалежно від напрямку курсу чи положення судна, що наближається до них, на відміну від знаків латеральної системи.

#### Знак поодинокої небезпеки
Знак поодинокої небезпеки встановлюється безпосередньо над навігаційною небезпекою (наприклад, частково зануреною скелею), і його можна обійти з будь-якої сторони. Являє собою буй або віху чорного кольору з червоними горизонтальними смугами. Топова фігура має вигляд двох чорних куль, розташованих одна над однією.
У Російській імперії та СРСР для позначення поодиноких небезпек використовувалися знаки червоно-білого смугастого забарвлення з топовою фігурою у вигляді хреста.

#### Знак чистої води
Знаки чистої води (осьові знаки) служать для позначення осі фарватеру або як підхідні. Вони являють собою буї сферичної або стовпоподібної форми і віхи з топовою фігурою у вигляді червоної кулі.

#### Спеціальний знак
Спеціальні знаки використовуються для виділення спеціальних районів або об'єктів (місця розділення руху, звалища грунту, кабельного чи трубопровідного сполучення, військової зони, полігону, місцезнаходження рибальських снастей, якірних стоянок тощо). Форма знаків може бути різноманітною, забарвлення — жовте, топова фігура — косий хрест. Уночі на цих знаках можуть засвічуватися жовті проблискові вогні.

### Берегові знаки

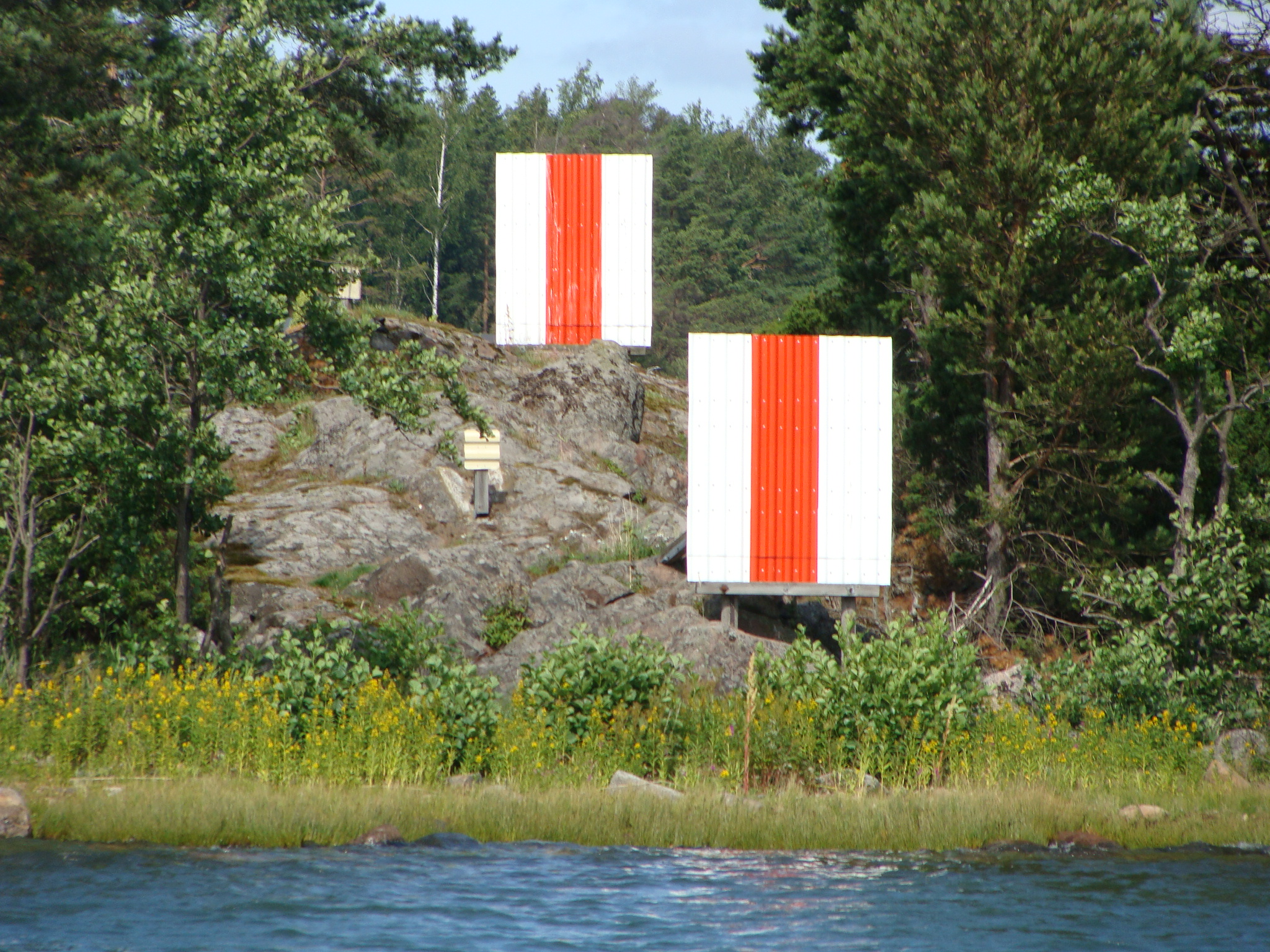
Створні знаки

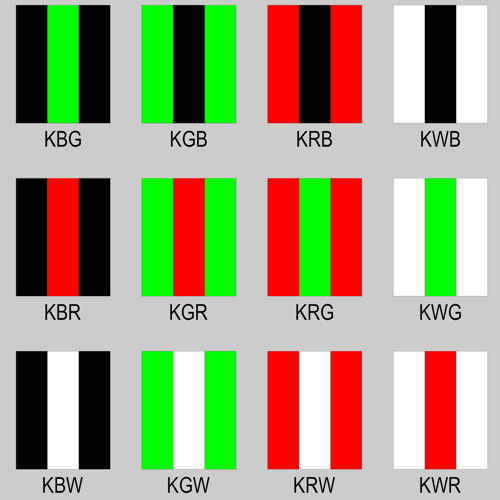
Створні знаки США

Берегові знаки встановлюються на березі, мають форму закріплених на стовпах і інших опорах щитів або сигнальних фігур. До берегових навігаційних знаків відносять також і маяки. Сигнальні щити можуть мати прямокутну, квадратну, трапецієподібну чи круглу форму, а також поєднувати елементи кількох форм.
Залежно від характеру оформлення можна виділити дві групи берегових знаків:
- Створні, перевальні і розпізнавальні знаки, а також маяки — їхнє забарвлення не пов'язане з найменуванням берегів, а визначається тільки фоном місцевості (на світлому тлі колір знаків — червоний або чорний, на темному тлі — білий);
- Ходові та весняні знаки, знаки-орієнтири — їхнє забарвлення визначається найменування берега, на якому вони встановлені (червоний для правого, зелений чи білий для лівого).

#### Знаки створів
Знаки створів використовуються для визначення положення судна відносно осі судноплавного фарватеру; разом з буями, бакенами, входять в систему його позначень.
Осьовий створ
Осьовий (лінійний) створ показує напрямок і положення осі суднового ходу. Два знаки розташовуються один попереду нижче, інший позаду вище. Їхній збіг означає перебування на осьовій лінії фарватера. За взаємним положенням знаків створа можна визначити положення судна на фарватері. Форма прямокутна, квадратна, трикутна. Передній знак в темряві горить постійно, задній — проблисковим вогнем.
Щілинний створ
Щілинні створи показують напрямок і ширину фарватеру. Застосовуються головним чином на водосховищах. Можливі два варіанти установки: три знаки розташовуються один попереду, два інших симетрично від осі першого позаду, або навпаки, два попереду, один позаду.
Крайковий створ
Крайкові створні знаки визначають положення суднового ходу і його крайок. Складається з пари подвійних знаків, двох передніх і двох задніх. Якщо створ визначає тільки одну крайку, то кількість знаків зменшується до двох. Форма переднього знака прямокутна, заднього трикутна. Передній знак в темряві горить постійно, задній — подвійним проблисковим вогнем.

#### Перевальний знак
Перевальні знаки встановлюються в місцях переходу (перевалу) суднового ходу (фарватеру) від одного берега до другого. У темний час доби позначаються білими (зеленими) вогнями на лівому березі, червоними на правому. Перевальний знак вказує напрямок фарватеру, а не його точне положення, на відміну від створного знака.

#### Створно-перевальні знаки
Створно-перевальні знаки візуально поєднують елементи створного і перевального знаків.

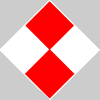
Орієнтир лівого берега (у регіоні B — правого берега)

#### Весняний знак
Весняні знаки служать для позначення затоплених в період повені берегів, щоб запобігти посадці на мілину. Сигнальні щити весняних знаків мають форму круга червоного кольору — для правого берега і форму трапеції білого кольору — для лівого берега.

#### Орієнтир
Навігаційні знаки-орієнтири позначають характерні місця (острови, дамби, півзагати тощо), розташовані на судноплавному шляху.
Морський знак-орієнтир, використовуваний у системі МАМС, має вигляд щита у формі ромба.
Сигнальні щити орієнтирів внутрішніх водних шляхів мають прямокутну або трапецеєподібну форму, забарвлення з почергових горизонтальних смуг: на правому березі — червоного і білого кольору, на лівому — чорного і білого, причому верхня смуга повинна бути відповідно червоною або чорною.

#### Ходовий знак
Ходові (шляхові) знаки служать для позначення в темну пору доби берегів судноплавних каналів. Встановлюються на тому березі, уздовж якого проходить судновий хід.
Морський ходовий знак, використовуваний у системі МАМС, має вигляд щита квадратної (для лівої сторони фарватеру) чи трикутної (для правої сторони) форми. У регіоні A знаки правої сторони мають зелене забарвлення, знаки лівої — червоне, а в регіоні B — навпаки.
Знак, використовуваний на внутрішніх шляхах, складається зі стовпа, у верхній частині якого укріплений ромбоподібний щит з площиною, що розвернута паралельно фарватеру. Забарвлення таке ж саме, що й у перевальних знаків. Вночі на ходових знаках засвічують на правому березі червоний, а на лівому білий вогонь, а в тих випадках, коли вогнів багато, білий вогонь на лівому березі замінюють зеленим або проблисковим білим.

#### Розпізнавальний знак
Розпізнавальні знаки встановлюються на обох берегах і служать для позначення входу в порт, канал на підходах до шлюзів з боку річок, озер, водосховищ.

#### Сигнальні щогли

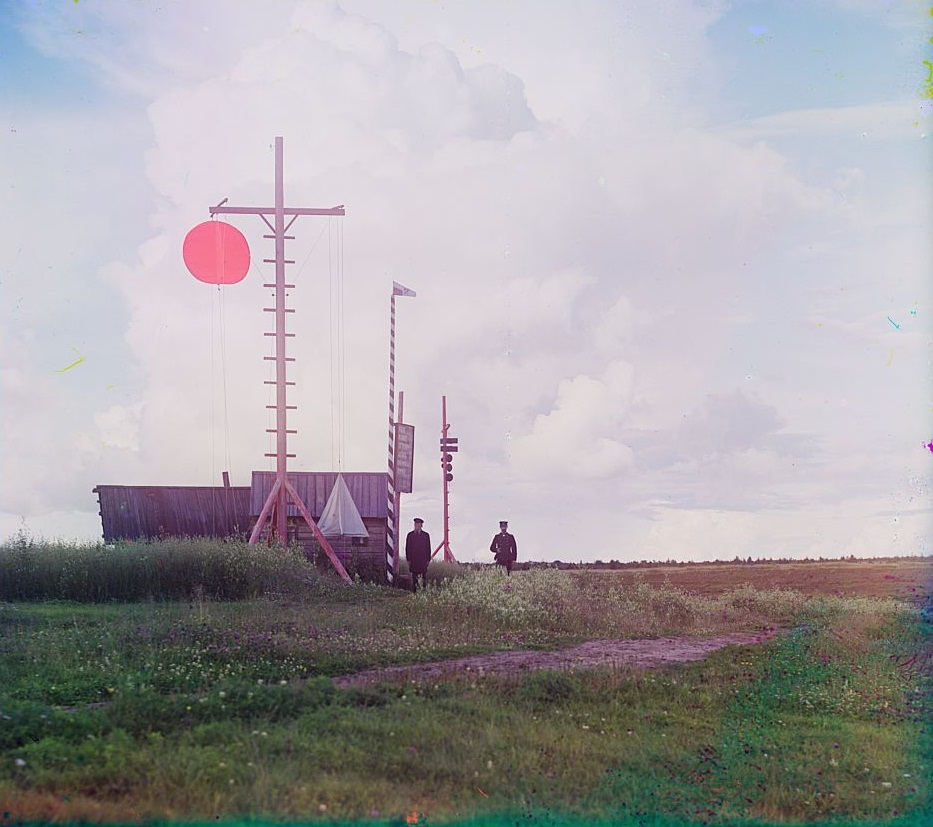
Сигнальна щогла у селі Бурково на березі Шексни (фото С. М. Прокудіна-Горського). Піднята червона куля

Сигнальні щогли зазвичай встановлюються вище і нижче перекату і призначені для позначення глибини і ширини суднового ходу на перекаті. Складаються зі стовпа з прикріпленою до його верхньої частини горизонтальною реєю, укріпленою паралельно фарватеру. Вище реї на щиті пишуться цифри, що позначають у кілометрах відстань перекату від гирла річки.
Глибина суднового ходу визначається знаками, піднятими на ноках реї щогли, поверненої вгору за течією. Ці знаки відповідають певним числовим значенням: прямокутний щит відповідає 100 см кожен, велика червона куля нижче щита — 20 см кожна, мала куля — 5 см.
На щоглах також підіймають знаки, які дозволяють рух по судновому ходу (удень чорні циліндри та червоні конуси, вночі — червоні та зелені вогні).

#### Знаки мостів
Для вказання осі суднового ходу в судноплавних прольотах мостів використовують знаки і вогні стаціонарних і наплавних мостів.
Знаки стаціонарних мостів
Покажчики осі суднового ходу стаціонарних мостів являють собою сигнальні щити різної форми, що встановлюються з боку суднового ходу на середині нижньої частини моста. Щити фарбують в червоний колір.
- Квадратний щит — покажчик судноплавного прольоту для суден і составів, що йдуть знизу (проти течії);
- Ромбічний щит (повернутий на 45° квадрат) — покажчик судноплавного прольоту для суден і составів, що йдуть зверху (за течією);
- Круглий щит — покажчик судноплавного прольоту для плотових составів;
- Трикутний щит вершиною донизу — покажчик судноплавного прольоту для маломірних суден.

Знаки наплавних мостів
Прохід суден і составів через наплавні мости регулюється семафором, який встановлюють на березі при підході до мосту (вище і нижче нього за течією) або на самому мосту. Семафор
складається зі сигнальної щогли і сигнальних фігур (чорних циліндрів і червоних конусів). Сигнальні фігури розташовуються вертикально
одна над однією.
- Циліндр внизу, а конус вгорі — прохід дозволений прохід суднам, що йдуть вгору;
- Два конуси вершинами вгору один під одним — прохід заборонений і вниз і вгору;
- Циліндр вгорі, а конус внизу — дозволений прохід суднам, що йдуть униз.

У темну пору доби замість сигнальних фігур на щоглі піднімаються два вертикально розташованих вогні. Зелений вогонь за своїм значенням замінює циліндр, а червоний — конус.

#### Знаки регулювання руху

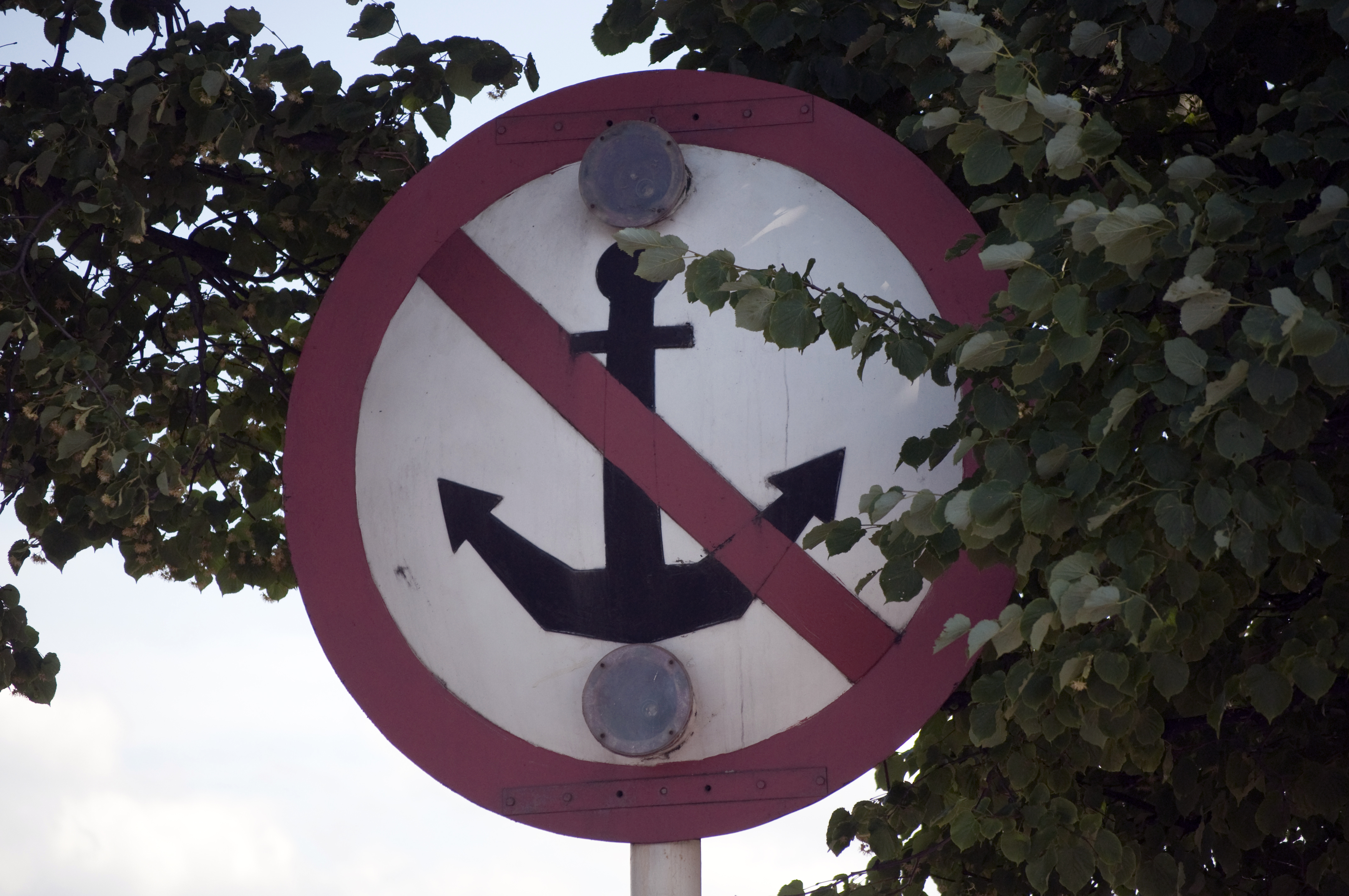
Знак «Якірну стоянку заборонено»

Знаки регулювання руху належать до самостійної категорії навігаційних знаків, що не вказують положення суднового ходу. Вони призначені для інформування судноводіїв про особливості
судноплавного шляху. Складаються з сигнального щита зі зображенням знака, встановленого на дерев'яній опорі або укріпленого на різних спорудах (опора лінії електропередачі).